# Circonferenze ortogonali

Tre circonferenze mutualmente ortogonali

Due circonferenze ortogonali sono circonferenze che si intersecano esattamente in due punti, in entrambi i quali hanno rette tangenti perpendicolari.
Poiché per due circonferenze secanti gli angoli tra le rette tangenti ai due punti d'intersezione sono uguali, se la suddetta perpendicolarità vale per un punto allora è soddisfatta anche per l'altro.
Siccome la retta tangente ad una circonferenza in un punto è perpendicolare al segmento che unisce quel punto al centro della circonferenza, due circonferenze secanti sono ortogonali quando l'angolo tra i loro centri e uno dei due punti d'intersezione è un angolo retto. Varie proprietà delle circonferenze ortogonali possono essere dedotte dalla geometria sintetica. In particolare:
- la distanza tra i centri di due circonferenze ortogonali è maggiore di entrambi i raggi, ovvero nessuna delle due racchiude al proprio interno il centro dell'altra;
- dati una circonferenza e due punti distinti su di essa (ovvero una retta secante la circonferenza), o i due punti sono allineati con il centro della circonferenza oppure esiste un'unica circonferenza passante per quei punti ed ortogonale a quella data.